# Wnuczka do orzechów
Wnuczka do orzechów – powieść młodzieżowa napisana przez Małgorzatę Musierowicz. Wydana w 2014 stanowi 20. część Jeżycjady.
Akcja rozgrywa się w okolicach Kostrzyna na przełomie lipca i sierpnia 2013 roku. Główną bohaterką powieści jest Dorota Rumianek, tytułowa „wnuczka do orzechów”, jak nazwała ją Ida Pałys. Dorota mieszka z babcią Andzią i jej siostrą babcią Wiktą w domu pod Kostrzynem. Jest praktyczna, pracowita, zajmuje się swoim gospodarstwem. Regularnie wozi do pobliskiego sklepiku jajka i zamówiony drób. Po okolicy porusza się powózką zaprzężoną w Kobyłkę. Pewnego dnia odnajduje w lesie ranną Idę Pałys, która zostaje u Doroty jako letniczka. Do cioci dojeżdża niebawem Ignacy G. Stryba. Praktyczna i śliczna Dorota wpada w oko bliższemu jej Józefowi którego spotyka przed sklepem „U Kasi”, choć początkowo Ida chce ją wyswatać ze swoim romantycznym siostrzeńcem.

## Główna bohaterka
Dorota Rumianek – córka Teresy Rumianek, wychowuje się bez ojca. Wnuczka babci Andzi i cioci babci Wiktoryny. Zakochuje się w Józefie Pałysie. Interesuje się biologią, zamierza iść na medycynę. Zachwycona pięknem i celowością świata.

## Pozostali bohaterowie
Ida Pałys – kontuzjowany laryngolog na wywczasie, wybuchowa jak zwykle. Chciałaby wyswatać Dorotę z porzuconym Ignacym G. Strybą, a tym samym przysporzyć dobrą synową dla Gabrysi Stryby.
Ignacy Grzegorz Stryba – miłośnik książek, romantyk zakochany i porzucony przez McDusię Ogorzałkę, pechowa ofiara szerszeni i innych owadów.
Józef (Józinek) Pałys – nieco mrukliwy, praktyczny maturzysta pracowicie pomaga wujowi Florianowi w pracach budowlanych. Spotyka Dorotę w sklepiku i robi dla niej piękne drewniane korale. Prawdopodobnie musiał stoczyć o nią walkę z miejscowym osiłkiem, Igorem Bogatką.
Jędrek Rojek – wpatrzony w kuzyna Józefa odegrał swoją rolę w finalnym spotkaniu Doroty i Józinka.